# Brian Dennehy
Brian Mannion Dennehy: (Bridgeport (Connecticut), 9 juli 1938 - aldaar, 15 april 2020) was een Amerikaans acteur die in film, theater en televisieseries speelde. Dennehy is het bekendst van zijn rollen als politieagent of ontevreden figuur.

## Biografie
Dennehy, zoon van Hannah en Edward Dennehy, kwam uit een gezin met twee broers: Michael en Edward jr. De familie Dennehy is van Ierse afkomst. Dennehy studeerde aan de Columbia-universiteit in New York, dankzij een studiebeurs die hij gekregen had vanwege zijn sportieve prestaties als Americanfootballspeler. Hij studeerde er geschiedenis voordat hij naar Yale verhuisde en toneelwetenschappen ging studeren. Dennehy ging in 1959 bij de mariniers en bleef daar tot 1963. Daarna besloot hij beroepsacteur te worden.

## Loopbaan
Dennehy is vooral bekend als acteur in dramafilms. Zijn grote doorbraak kwam er met de rol van overijverige Sheriff Will Teasle in de film First Blood uit 1982 naast acteur Sylvester Stallone. Ook een film waarbij hij een corrupte sheriff vertolkt is in de western Silverado, zijn bekendheid steeg met de film Cocoon (1985). Voor zijn rol van Willy Loman in Arthur Miller zijn Death of a Salesman won Dennehy twee Tony Awards voor beste acteur.
Gedurende de jaren 1980, werd de reputatie van Dennehy in beton vastgezet, hij werd een bekende acteur in deze periode. Het is ook de periode dat hij meer hoofdrollen begint te vertolken zoals in de film Miles from Home naast acteur Richard Gere en Best Seller naast James Woods. Hij vergulde zijn sporen als artiest wanneer hij in de film van Peter Greenaway (The Belly of a Architect) speelt. Voor zijn vertolking won hij de prijs van beste acteur op het Chicago-filmfestival in 1987. Na zijn vertolking van John Wayne Gacy in de televisieserie To Catch a Killer werkte Dennehy mee in andere televisiefilms, waaronder verscheidene rollen als politicus Jack Reed. 

In 1993 werd Dennehy genomineerd voor een Emmy Award voor zijn rol in Murder in the Heartland. Zijn reputatie was gevestigd als sterke acteur in film, toneel en tv-producties. Zijn Broadway-debuut kwam er in 1995.
Dennehy vertolkte niet enkel personages in dramaproducties, maar vertolkte ook rollen in komische producties. Zo was hij te zien in Tommy Boy naast komieken Chris Farley en David Spade. Hij is ook bekend door zijn rol in F/X en F/X2.
In 1999 was hij de eerste mannelijke acteur die de Sarha Sidon Award mocht ontvangen voor zijn werk in het theater van Chicago.
Dennehy werd geparodieerd in de serie South Park in (1999), alsook wordt hij genoemd in The Simpsons, in de episode Jaws Wired Shut wordt door het personage Apu onthuld dat het equivalent van Brian Dennehy, de Indiaanse acteur Otm Shank is (een anagram van de acteur Tom Hanks).
Hij sprak ook de stem in van de vader van Remy (de hoofdpersoon in de Disney Pixar film Ratatouille). Van 2016 tot 2020 speelde hij Dominic Wilkinson, de opa van Elizabeth Keen in The Blacklist.

## Brian Dennehy de veteraan die het niet zo goed meer weet
In 1989 werd Dennehy een veteraan met twijfelachtige status, toen hij in een interview aan The New York Times verklaarde dat hij granaatscherfverwondingen had opgelopen in de Vietnamoorlog.
In 1993 verklaarde hij aan Playboy dat hij vijf jaar diende in de Vietnamoorlog, hoewel zijn enige overzeese opdracht in Okinawa was. In 1999 verontschuldigde Dennehy zich voor zijn valse verklaringen omtrent zijn dienstverleden.
Dennehy was de vader van Kathleen Dennehy en actrice Elizabeth Dennehy, die in onder meer Charmed speelde als een van de Elders (Sandra).